# 新華文學
新華文學，泛指新加坡以華文創作的文學作品, 是新加坡華文文學的簡稱。

## 背景與內涵

### 新加坡獨立前
十九世紀初期，大批華人從中國大陸流散到南洋，在南洋的文化場域紮根，在作品內容上逐漸含有在地風情之書寫特色，並開始建構出“自己的屬性”。經過百年到1919年新華文學濫觴的前夕，新加坡的文化產業已然成熟，其報業和出版社影響面輻射整個英屬馬來亞，進而締造跟馬華文學的關係。那時候。南洋華人跟中國家鄉聯繫非常密切，魂牽夢縈著中國的局勢。世紀末開始傳播的中國國族主義，召喚了他們的華僑意識，鞏固了中國本位意。所以，1919年五四運動在新加坡能被接受，能因此而啟動了新華文學，其場域確實是用了百年時間鋪墊。新華文學浸泡在茫茫的南洋裏，而南洋是華僑的中國國族主義基地。 
尤其從1920年代至1930年代，南來作家如過江鯽魚。。  為逃離自中國的戰火和動亂，這些文人大多薈集在新加坡，少數散佈到檳城、吉隆玻，以及南洋其他華人城鎮裏。有的在報館裏擔任主筆、編輯、記者，有的在學校裏任職之餘投稿給報章、出版成書。這些華僑作家的典型，包括林稚生、林獨步、張叔耐，身在南洋而心在中國，筆下刻畫出中國的自然風光、人文風俗、政治風波。胡愈之、郁達夫來到南洋，分別任職于《南洋商報》和《星洲日報》，更加肩擔中國抗日的文宣工作。1937年至1942年的抗日救亡文學，既慷慨激昂地回應了中國民族危機，也把新華文學的華僑意識推向高潮.
1920年代末，本地意識初次萌芽。黃振彝、張金燕、法雨、L.S.女士的「把南洋色彩放入文藝裏去」，徐傑的「文學要有地方色彩」，曾聖提的「以血和汗鑄造南洋文藝的鐵塔」，陳煉青的「南洋文化」，句句口號呼籲作家將眼球轉向腳下土地。同時展開的「新興文學」，關心南洋的勞工階級，雖然是受到中國無資產階級影響，但世界大蕭條給新馬華工的沉痛打擊，無疑為文學作品增添了在地分量。然在1937年，本土意識的火苗被抗日的滔天巨浪澆熄。 
二戰後，本土意識才得以翻身，並且鼓足力量和中國意識進行零距離對決。在地出生的作家逐漸衍生為龐大的陣營，在1947年至1948年的「馬來亞文藝獨特性」論爭當中，跟來自中國的作家分庭抗禮，諷刺後者為「逃難作家」，逼迫後者為「馬來亞文藝」在馬來亞和中國之間抉擇一個單獨的服務對象。堅決只能效忠馬來亞的作家有苗秀、趙戎、漂清，認為也要關心中國的作家包括胡愈之、洪絲絲、汪金丁、楊嘉。。該論爭最後沒有定論，但整個文壇已經大轉向。許多南來作家回歸中國，參與新中國的建設。在地作家，跟決定留守的南來作家，共同想望一個嶄新的現代民族國家建立在馬來亞，新的國族主義誕生自帝國主義和殖民主義，而他們可以成為當家做主的其中一員。
既富饒意思又極具吊詭的是，「馬來亞文藝獨特性」論爭是在新加坡文壇爆發而進行的。事實上，1945年至1965年是文學史上特殊的二十年，不但反應了「新華文學」的詭異性，而且揭示其與「馬華文學」淵源的糾葛性。爭取獨立運動，讓「馬來亞」和「馬來西亞」的夢與理想，彌漫籠罩了新加坡和新加坡的居民。生活在新加坡的苗秀，積極使用在地題材和語言，其長篇小說《火浪》刻畫華族知識份子二戰後將本位轉向在地，將「馬來亞」當作「第二故鄉」。。1956年的「愛國主義文學」運動，轟轟烈烈地在新加坡華文文壇舉行，熱情地想像「馬來亞」和「馬來西亞」，沒有想望「新加坡」。。

### 新加坡獨立後
1965年後，新華文學才能開始脫離「馬來西亞」的想像，跟馬華文學告別。新馬分家後，兩地華族境遇天差地別，華語都在兩國同樣被邊緣化。原因不一，大馬馬來霸權主義的體制化，在在削落華族和華語的權益，官方欽定馬來文學為國家文學，馬華文學屈居族群文學的位置。華族在新加坡是多數民族，並且影響力最大，但注重英語的共同語功能和經濟含金量，使得華語在現代化的過程中處在下風，新華文學的代表性只有站在華文源流的立場才能彰顯。新華文學因此面對在地場域的結構性問題。

## 現存文學組織
- 新加坡作家協會
- 新加坡文艺協會

## 文學刊物
- 《新華文學》（新加坡作家協會出版）
- 《备忘录——新加坡华文小说读本》（南洋人文丛书出版，柯思仁、许维贤主编）ISBN 978-981-4740-66-1

## 文學獎
- 新华文学奖
- 新加坡文學獎
- 南洋華文文學獎
- 亚细安文学奖
- 向文艺敬礼奖

## 報章文學園地
聯合早報文藝篇

## 作家
- 王润华
- 黃興中
- 周粲
- 林瓊
- 林高
- 周德成
- 王永炳
- 蔡志礼
- 刘瑞金
- 林锦
- 黄浩威
- 夕野氏
- 张挥
- 陈炎熹
- 陈志锐
- 尤今
- 英培安
- 沈斯涵
- 艾禺

## 外部連結
- 新加坡文藝協會 （页面存档备份，存于）
- 新華文學館 （页面存档备份，存于）
- 新加坡作家協會 （页面存档备份，存于）